# Tunnel tarsien

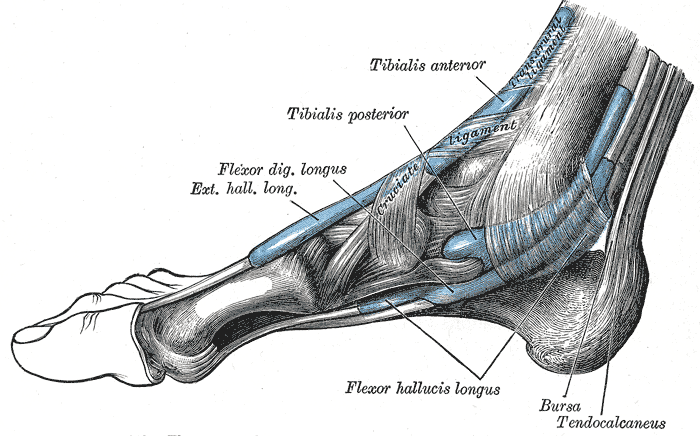
Dessin de la vue médiale d'un pied. Notez le rétinaculum des fléchisseurs situé entre la malléole médiale et le calcanéum.

En anatomie humaine, le tunnel tarsien, également appelé canal tarsien, est un tunnel ostéo-fibreux formé par la rencontre du tibia distal, du talus et du rétinaculum des muscles fléchisseurs du pied. Cet espace renferme le paquet vasculo-nerveux rétrotibial, et, à l'instar du canal carpien (au membre supérieur), est fort important au point de vue clinique. Par définition, le canal tarsien est situé en postérieur de la malléole interne, et non pas en inférieur de celle-ci.

## Contenu
Comme l'équivalent carpien, le canal tarsien contient dans une grande partie de son volume des tendons des muscles extrinsèques du pied (c'est-à-dire localisés dans la jambe) à action fléchissante. Ceux-ci sont recouverts d'une gaine synoviale , qui élargit l'espace occupé , réduisant en revanche le frottement lors de leur glissement. La principale différence entre les deux tunnels carpien et tarsal réside dans la position, qui dans la cheville est postérieure et dans le poignet est antérieure, en raison de la rotation à laquelle sont soumis les membres supérieurs au milieu de la quatrième semaine du développement embryonnaire.
Alors que le canal carpien présente neuf tendons, le canal tarsien n'en présente que trois simples :
- Tendon du tibial postérieur (le plus antérieur)
- Tendon du long fléchisseur des orteils
- Tendon du long fléchisseur du gros orteil (le plus postérieur)

Tous ces tendons sont recouverts de leur propre gaine synoviale, ce qui élargit l'espace occupé au profit d'une réduction des frottements avec les parois
Au contenu tendineux s'ajoute le nerf tibial  (qui est ici divisé en ses deux branches terminales : nerf plantaire médial et latéral  ), accompagné de la présence de l'artère et de la veine tibiale postérieure, cette dernière normalement double.

## Physiopathologie
Parmi les différents types de compressions nerveuses pouvant se produire à la cheville, la condition la plus connue (et la plus traitée dans la littérature scientifique) est le syndrome du tunnel/canal tarsien.
Ce syndrome survient à la suite d'une compression du nerf tibial ou d'une de ses branches, qui sont :
- Nerf plantaire médial
- Nerf plantaire latéral
- Nerf calcanéen

Selon le site de compression, qui dicte la symptomatologie (dont l'étendue des paresthésies et les résultats des examens électromyographiques), le syndrome peut être classifié comme étant de type :
- Proximal : Compression du tronc principal du nerf tibial
- Distal : Compression d'une des branches du nerf tibial.

La cause de la compression peut être idiopathique, cela veut dire qu’on ne retrouve pas de cause dans 40 % des cas. Il est alors recommandé d’améliorer le pas avec des semelles orthopédiques, faire une infiltration avec des dérivés cortisone écho guidée autour du nerf. Et si ces traitements médicaux ne fonctionnent pas, on fait une section du rétinaculum des fléchisseurs qui cicatrise un petit peu plus long et donne de l’espace au nerf tibial.
Si la compression est plus distale , il faut libérer les nerfs plantaire medial et latéral par une section de la zone aponévrotique du muscle abducteur de l’hallux.
Ces chirurgies peuvent se faire par ciel ouvert, par endoscopie ou de façon mini invasive, sans cicatrice par écho chirurgie au crochet.